# شهرستان گورا
شهرستان گورا (به لهستانی: Powiat Góra) یک شهرستان در لهستان است که در استان سیلزی سفلی واقع شده‌است. شهرستان گورا ۷۳۸٫۱۱ کیلومتر مربع مساحت و ۳۶٬۵۵۶ نفر جمعیت دارد.